# Richardson (Texas)
Richardson je město rozkládající se v okresech Dalas County a Collin County ve státě Texas ve Spojených státech amerických. Je faktickým předměstím Dallasu, se kterým sousedí, a 240. nejlidnatějším městem v USA.
K roku 2020 zde žilo 119 469 obyvatel. S celkovou rozlohou 74km² byla hustota zalidnění 1 610 obyvatel na km². Ve městě se nachází University of Texas at Dallas a působí zde řada společností působících v oblasti telekomunikačních technologií jako např. AT&T, Verizon, Fujitsu či Samsung. Nachází se v oblasti s vlhkým subtropickým podnebím.